# José Antonio García Mohedano
Pour les articles homonymes, voir José Antonio García.
José Antonio García Mohedano était un religieux espagnol. Il est né le 20 avril 1741 à Talarrubias et meurt dans l'actuelle Ciudad Bolívar le 17 octobre 1804. Il arrive à Caracas en 1759. Il joue un rôle important dans l'introduction de la culture de café au Venezuela.